# Malo Grablje
Malo Grablje – wieś w Chorwacji, w żupanii splicko-dalmatyńskiej, w mieście Hvar. W 2011 roku pozostawała niezamieszkana.